# ブロック・レスナー
ブロック・レスナー（Brock Lesnar、1977年7月12日 - ）はアメリカ合衆国の男性プロレスラー、総合格闘家。サウスダコタ州ウェブスター出身。第14代UFC世界ヘビー級王者。カナダ・サスカチュワン州メアリーフィールド在住。
WWEを代表するスーパースターの一人であり、一目で見ただけでわかる威圧的なルックスとビル・ゴールドバーグを思わせる圧倒的な怪力、レスリングで鍛えられた優れた技量、そして選手本人の強靭なメンタルまで兼ね備えたキャラクター性を通じて人気を誇る。
体格とレスリングで培った技術でWWEデビューから5か月でWWE王座を獲得して当時の史上最年少記録を作り、2年間に渡る集中的なMMAトレーニングでさらに実力を上げ、キャリア4戦でUFC世界ヘビー級王座を獲得した。
ミネソタ州ミネアポリス出身とたびたび誤解されているがこれはプロレス上のアングルである(実際はサウスダコタ州ウェブスター出身)。

## 来歴

### レスリング時代
5歳からレスリングを始め、ビスマルク・ステート・カレッジで1998年にNJCAA王者になると、レスリング奨学生としてミネソタ大学に編入し、NCAAディビジョン1で1999年に準優勝、2000年に優勝した。他にビッグ・テン・カンファレンスで2度優勝、NCAAディビジョン1のオールアメリカンにも2度選ばれ、大学通算106勝5敗の戦績を収めた。

### WWE
WWEのスカウトによりブラッド・レイガンズの道場で指導を受ける。この時のコーチはカート・ヘニングである。その後WWEの下部団体OVWに1年半在籍し、ミネソタ大学の先輩だったシェルトン・ベンジャミンと共に、ミネソタ・レッキング・クルーにあやかったミネソタ・ストレッチング・クルーなるタッグチームを結成し、タッグ王座を獲得して活躍した。
2002年にWWEに昇格するとポール・ヘイマンをマネージャーにし、デビュー戦でジェフ・ハーディーに勝利。同年6月のKing of the ringでババ・レイ・ダッドリー、ブッカー・T、テスト、ロブ・ヴァン・ダムを破り優勝。さらにハルク・ホーガンに勝利してWWE統一王座挑戦権を獲得。同年8月のサマースラムでザ・ロックを破りWWE統一王座を獲得して、最高位王座の戴冠としては当時の史上最年少記録を作るなどプロレスデビューから5か月で頂点に立った。王座獲得後はスマックダウン専属となる。秋にはストーン・コールド・スティーブ・オースチンとの抗争でレスナーが勝利するブックが組まれていたが、これをオースチンが拒否してボイコットしたため、代わりにオースチンと同格のスーパースターであるジ・アンダーテイカーと抗争が組まれ、妊娠中のテイカーの妻を脅迫したり、ヘイマンの協力で試合前にテイカーの右手を骨折に追い込むなどの下準備をして、試合に挑み勝利。とどまることを知らない勢いでヒールでありながらファンからの人気を勝ち取り、徐々にベビーフェイス化しつつあったが、11月のサバイバー・シリーズでヘイマンが裏切り、ビッグ・ショーに敗れ王座転落。これをきっかけに完全にベビーターンする。
2003年のロイヤルランブルでビッグ・ショーとシングル戦で対戦して勝利した後、さらに同日のロイヤルランブル戦にも出場する強行日程ながら優勝を果たすと、レッスルマニア19のメインイベントでビッグ・ショーから王座を奪還していたカート・アングルとWWE王座を賭けて対戦、試合終盤にシューティング・スター・プレスを仕掛けるも回転不足で首からマットに落ち、意識も朦朧とするなか勝利して王座奪還。その後ビッグ・ショーと担架戦などで抗争後、6月のヴェンジェンスでカート、ビッグ・ショーとの三つ巴戦で敗れ王座転落。その後、悪のオーナービンス・マクマホンに「いつまで善人ぶっているつもりだ？お前の心の中にいる野獣の目を覚ませ！」と張り手をくらったのをきっかけにビンスと結託してヒール・ターン。義足のスーパースターザック・ゴーウェンを痛めつけて階段から落とすなどビンスですら怖気付くほど非道の限りを尽くし、サマースラムで再びカートと対戦するも、ヒールの勢いに任せたレスリングで精彩を欠いたレスナーとは正反対にベビーフェイスとなったことで落ち着いたレスリングをするようになったカートでは、徐々に雲泥の差が露呈するようになり、アンクル・ロックでキャリア初のタップアウト負け。
その後、登場するたびに観客から「You Tapped Out!（お前はタップ負けした）」と、タップしたことを馬鹿にされるキャラクターも得た。9月18日のSmackDown!にてカートの持つWWE王座に60分間アイアンマン・マッチで挑戦し、1ポイントリードした状態で迎えた試合終了直前にアンクルロックを極められるも時間切れまでタップせずに耐え切って勝利し、王座を奪回。その後はビンスを中心に、SmackDown!にGMとして復帰してきたヘイマンらとも結託し、援護を受けて王座防衛を重ねた。
2004年、ノー・ウェイ・アウト2004でエディ・ゲレロと対決。エディのテクニカルなファイトに足を破壊され、歩くこともままならないほどに精彩を欠くようになり、さらには乱入したビル・ゴールドバーグにスピアーを食らうなどの不運などから、ダメージ量が限界を超えてしまい、フロッグスプラッシュを受けてのフォールを跳ね返すことが出来ずに遂に王座から転落。
レスナーは以前からアメリカンフットボールの最高峰であるNFLに挑戦したいという意思を持っており、2004年3月には本格的にNFLに挑戦するためレッスルマニア20で因縁があり、王座転落の一因でもあるビル・ゴールドバーグ戦を最後に退団。なお、この時点で対戦する両者ともWWEを退団するということがあらかじめ分かっていたために、両者に対するファンからの批判が相次ぎ、WWE副社長のジム・ロスがこの件に対しての声明を出した。また試合においてもファンから多くのブーイングを浴び、特別レフェリーを務めたストーン・コールド・スティーブ・オースチンがレスナーに対して試合後スタナーを繰り出してファンの気持ちの沈静化を行った。
その後NFLのトライアウトを経て一度はミネソタ・バイキングスに入団するものの、開幕ロースター入りはならず同年8月にチームを解雇された。以後は無所属状態となり、プロレスへの復帰話が出てくる。またハルク・ホーガンが雑誌のインタビューで「プロレスに復帰すべきだ」と語るなど、多くのレスラーも復帰を呼びかけていた。

### 新日本プロレス
2005年1月には来日して新日本プロレスの東京ドーム興行を観戦に訪れ、新日参戦を噂された。なお、当時プライベートではWWEのディーヴァだったセイブルと婚約しており、同興行にセイブルを伴っている。同年10月の新日本プロレスの東京ドーム興行にて新日マットに正式参戦し、いきなり挑戦者としてIWGPヘビー級王座選手権としては初の3WAY決戦（藤田和之・蝶野正洋）に臨み、王座を獲得した。12月10日に中西学、翌11日永田裕志とシングルで対戦し勝利を収めた。
2006年1月4日の東京ドームにおいて前王者の藤田和之との初防衛戦が決定していたが、藤田の参戦拒否により対戦相手が中邑真輔に変更となった。3月19日には曙と対戦した。
4月29日、K-1 WORLD GP 2006 in LAS VEGASにおいて、総合格闘技大会HERO'Sへの参戦を表明した。試合後のインタビューではボブ・サップ、ホイス・グレイシーとの対戦を希望していた。
7月17日、札幌でIWGPの防衛戦を行なう予定であったにもかかわらず契約上のトラブルを理由にキャンセル。新日本プロレスは15日、レスナーのIWGPヘビー級王座を剥奪した。ベルト（3代目）は返却することなく以後も所有し続けていたが、2007年6月29日のIGF旗揚げ戦でWWE以来となるカート・アングルとの対戦に敗れたことにより、ベルトをアングルに明け渡した。

### 総合格闘技

#### デビューからUFCとの契約
2007年6月2日、「Dynamite!! USA」において総合格闘技デビュー。キム・ミンスに1R1分9秒、マウントパンチによるタップアウトで勝利を収めた。
8月25日、UFC 74に来場し、UFC世界ヘビー級王座を防衛したランディ・クートゥアを試合後に祝福した。また、10月20日にはUFC 77に来場し、UFCと正式に契約したことを明かした。
2008年2月2日、UFC 81でのUFCデビュー戦においてフランク・ミアと対戦。ミアをテイクダウンしパウンドで攻めたが、後頭部を殴ってしまい反則で減点を取られ、スタンドでの再開後、再びテイクダウンを奪うも、ミアに下から右脚を取られ膝十字固めで一本負けを喫した。
8月10日、UFC 87で怪我で欠場したマーク・コールマンの代役ヒース・ヒーリングと対戦し、3-0の判定勝ち。

#### UFC世界ヘビー級王座戴冠と陥落
11月15日、UFC 91で15か月ぶりに復帰してきたUFC世界ヘビー級王者ランディ・クートゥアに挑戦し、パウンドによるTKO勝ちで、キャリア4戦目にしてUFC世界ヘビー級王座を獲得した。
UFC 98で暫定王者フランク・ミアと王座統一戦で対戦予定であったがミアの膝の負傷で延期された。
2009年7月11日、UFC 100で行なわれたUFC世界ヘビー級王座統一戦で、UFC 81で対戦し敗れている暫定王者フランク・ミアと再戦。2ラウンドにパウンドによるTKO勝ちで雪辱し、ヘビー級王座の統一を果たすとともに初防衛に成功した。ミアの地元ラスベガスでの勝利に観客からはブーイングが起き、試合直後のインタビューでは「バドワイザー（UFCの公式スポンサーのビール会社）は何もくれなかったから、家に帰ってクアーズ・ライト（バドワイザーのライバル会社のビール）を飲むよ」と発言、その後の記者会見ではこの発言を謝罪したが、物議を醸すこととなった。
11月21日のUFC 106での防衛戦でシェイン・カーウィンと対戦予定であったが、自身の体調不良を理由に2010年1月2日のUFC 108に延期されるも、最終的に大腸憩室症のため欠場。医師から現役復帰は困難とも告げられたが、闘病の末に復活を果たした。
2010年7月3日、UFC 116にて1年ぶりの復帰戦で暫定王者シェイン・カーウィンとUFC世界ヘビー級王座統一戦で対戦。開始早々にパンチでダウンを奪われ、上のポジションを取ったカーウィンのパウンドを浴び続けてKO負け寸前に追い詰められるも、2ラウンドに猛攻で攻め疲れをしたカーウェインに肩固めを極めて逆転の一本勝ちを収め、ヘビー級王座統一を果たすとともに2度目の王座防衛に成功。サブミッション・オブ・ザ・ナイトを受賞した。
10月23日、UFC 121のUFC世界ヘビー級タイトルマッチで挑戦者のケイン・ヴェラスケスと対戦し、1Rに右フックでダウンさせられて追撃のパウンドでTKO負けを喫し、王座から陥落した。
その後、ジュニオール・ドス・サントスと共にThe Ultimate Fighterのシーズン13でそれぞれのチームのコーチを務め、両者の対決が予定されていたが、持病の大腸憩室症が再発。2011年5月27日に大腸を30cm切除する大手術を受けた。
2011年12月30日、UFC 141でアリスター・オーフレイムと対戦。左ミドルキックを脇腹に受けてダウンしパウンドで1RTKO負けを喫し、試合後のリング上で引退を宣言した。闘病中に家族と「復帰後は長くてもあと2試合、アリスターに負けた場合はその時点で引退する」と約束していたことを明かした。

### WWE復帰
2012年4月2日、RAWにて電撃的にプロレスに復帰。ジョン・シナにF5を決め対戦をアピール。以降は大舞台のみのスポット参戦となる。またジョン・ロウリネイティスGMと友好的関係を構築し、4月23日ののRAWではロウリネイティスGMに対して自身とWWEとの契約について「ギャラをもっと上げろ。俺がいつWWEに出演するかの権限を全て俺によこせ。ビンス・マクマホンのプライベート・ジェット機をタダで自由に使わせろ。RAWの番組名を『ブロック・レスナー主演・月曜夜のRAW』と俺の冠番組に変更しろ」と無茶苦茶な要求をして契約の見直しをさせた上でPPVエクストリーム・ルールズでのシナ戦を決定させた。シナ戦では序盤からシナを圧倒して余裕の展開だったが、F5でシナを沈めるもレフェリーもダウンしていてカウントされず、その後に油断した隙を突かれて敗退。翌日4月30日のRAWにてWWEのCOOであるトリプルHがロウリネイティスGMとレスナーの間に交わされた様々な決定は無効だと主張したことで逆ギレしてトリプルHを襲撃してキムラロックでトリプルHの腕を骨折させた事で抗争開始。その後レスナーは番組には出演せず、ポール・ヘイマンが再びレスナーの代理人として登場し、トリプルHに訴訟を起こすと宣言した。また、ヘイマンが代理人として登場するようになって以降、レスナーは滅多にマイクパフォーマンスをしなくなり、ヘイマンが長々と演説するだけでレスナーは一言も喋らず、試合もしないまま去っていく事が出演時の大半を占めるようになる。トリプルHからリング上で対戦して全ての決着を着ける事を提案されるも拒否していたが、7月23日のRAW1000回記念放送にてトリプルHの妻でWWEの重役ステファニー・マクマホンからの挑発にキレたヘイマンが対戦を受諾。8月13日のRAWではトリプルHの親友ショーン・マイケルズを襲撃してキムラロックで骨折させた。サマースラムでは試合当日にトリプルHの意向で反則裁定無しの試合に急遽変更となるが再びキムラロックで骨折させて勝利した。
2013年2月のRAWにて、シールドにCMパンクの援護をさせていた事が発覚したヘイマンを解雇しようとしたWWE会長ビンス・マクマホンの前に現れてF5を見舞った事でビンスの義理の息子でもあるトリプルHとの抗争が再燃。4月7日、レッスルマニア29にて、トリプルHとのノー・ホールズ・バード・マッチに敗れるが、エクストリーム・ルールズにおけるケージマッチにおいてのリマッチは勝利して抗争に決着を着けた。6月17日、RAWにてCMパンクの試合後に登場。同じくポール・ヘイマンをマネージャーとし、当日ヘイマンと衝突したパンクに、無言でF5を浴びせた。その後、パンクとヘイマン一派は抗争に入り8月18日のサマースラムにおいて、パンクと対決し快勝。12月30日、RAWでヘイマンと共に登場。WWE・世界ヘビー級王座への挑戦を表明。さらにマーク・ヘンリーを痛め付けたが、ビッグ・ショーが救出に現れ、抗争に発展。2014年1月26日、ロイヤルランブル2014にてショーと対戦。ショーをイスで乱打するなど非情な手段を用い勝利。
2014年2月24日、RAWにてオーソリティーにレッスルマニアXXXでのWWE世界ヘビー級王座挑戦を要求するも拒否され、代わりに史上初めてレッスルマニアでの対戦相手を自由に選択できる権利を与えられるが、「WWE・世界ヘビー級王座に挑戦できないのであれば意味がない。レスナーに相応しい歴史的な試合を組めないのであればWWEを退団する！」と宣言して出ていこうとしたところで場内が暗転、鐘の音と共にジ・アンダーテイカーが登場。テイカーのレッスルマニア無敗記録ストップへの挑戦であればWWE・世界ヘビー級王座戦以上の価値があると納得したレスナーとヘイマンは傲慢な態度でテイカーに対戦契約書にサインするよう迫るが、テイカーにペンで手を刺され、チョークスラムで机に撃沈させられた。4月6日、レッスルマニアXXXでにて、ジ・アンダーテイカーと対決。激闘の末に3度目のF5でピンフォールを奪いアンダーテイカーのレッスルマニア無敗記録を21でストップさせた。無敵の強さを誇ったテイカーのレッスルマニア連勝記録を止めて以降、レスナーはシングル戦ではたとえ対戦相手がWWE王者や伝説のレスラーが相手であってもジョバー同然に一方的にボコボコにして自分はほとんどダメージを受けない圧倒的な強さを誇るギミックが加わる。7月、ヘイマンとトリプルHの会談において「新しいプラン」について話し合いが行われ、PPVサマースラムにてシナの持つWWE世界ヘビー級王座への挑戦が決定。8月17日、サマースラムにてシナのAAを浴びてもカウント1で楽々と返す桁外れの強さで16度の投げっぱなしジャーマン・スープレックス、2度のF5でシナをジョバー同然に圧倒し、WWE・世界ヘビー級王座を奪取した。9月21日、Night of Champions 2014でシナとの防衛戦でも序盤から圧倒していたが油断した隙を突かれて苦戦し、4発目のAAを浴びてフォールされたところでセス・ロリンズが乱入してシナを襲撃した事で反則裁定で王座防衛。試合後ロリンズにカーブ・ストンプを浴びせられ、マネー・イン・ザ・バンク（いつでも好きな王座に挑戦できる権利）を行使されかけ危機に陥るも不本意な反則勝ちを拾って怒ったシナがロリンズのマネー権利行使を妨害した事で結果的に助けられ王座を保持。シナがロリンズを追い払った直後シナにF5を浴びせた。
2015年1月、ロイヤルランブルでの防衛戦はシナとロリンズを迎えたトリプルスレッド戦となったが、激闘の末にロリンズからフォールを奪い王座防衛。2月のRAWにてビンス・マクマホンと口論した末に、テレビ収録の予定もあった大会会場から勝手に出て行ってしまうという事件を起こす。3月でレスナーのWWEとの契約が満了すると報じられるなか2月28日、UFC 184: Rousey vs. Zinganoにレスナーが来場したことでUFC復帰の噂に拍車がかかる。しかし、3月24日にESPNの「SportsCenter」に出演したレスナーは「自分の心の中のファイターは、まだ戦い続けることを求めている。ただ、オレはファイターであると同時に、父親でもあり、夫でもある。この歳になると、もう自分一人のことではないんだ。プライドは脇に置いておかないといけない。ここではっきり言っておこう。オクタゴンでの自分の物語は終わった。しかし、プロレスでの物語はこれからも続く」とコメントし、WWEと契約を更新したことを発表した。3月29日、WrestleMania 31にてロマン・レインズを挑戦者に迎えた防衛戦を戦い、スープレックスを連発してレインズを一方的にボコボコにして圧倒していたが、終盤に油断したところで徐々にレインズの反撃を許し始める。それでも4発目のF5を放って勝利寸前だったが、セス・ロリンズが登場しマネー権を行使したため急遽試合がトリプルスレット戦に変更され、ロリンズがレインズからフォールを奪い勝利したため、レスナーは試合に敗れずしてWWE世界王座を失うこととなった。翌日30日、RAWで王座戦を要求したが、時差ボケを理由に拒否され、ロリンズを襲撃しようとしたが逃げられたために、ロリンズの護衛のJ&Jセキュリティを粉砕した後、八つ当たりで実況席をひっくり返しJBLとブッカー・Tを負傷させただけでなく、カメラマンとマイケル・コールにF5を決めて重傷を負わせたため、ステファニー・マクマホンから無期限謹慎を言い渡された。6月15日、RAWにてトリプルHが「オーソリティーの援護がなくても俺は最強だ」と調子に乗っていたセス・ロリンズに与える次の試練として復帰。ロリンズとリング上で対面し、怖気づかせリングからたたき出した。ヒールであるロリンズと抗争する事によってベビーフェイス的な扱いもされるようになり、以降はベビーでもヒールでもなく、自分のためだけに戦うポジションを確立する。7月4日、WWE両国国技館大会において8年ぶりの来日（ハウスショーへの出場は11年ぶり）。コフィ・キングストンと対戦して圧勝、試合後に乱入してきた他のニュー・デイのメンバーもF5で蹴散らした。その後RAWでもロリンズの護衛であるJ&Jセキュリティとケインを叩き潰してオーソリティーのユニットを実質崩壊に追い込んだ。
7月19日、バトルグラウンド2015にてロリンズの持つWWE世界王座に挑戦、やはりロリンズをジョバー扱いして圧倒し、F5を浴びせて勝利寸前だったが鐘の音と共に場内が暗転するとジ・アンダーテイカーが登場し、チョーク・スラムとツームストン・パイルドライバー2発を浴びせられて撃沈した。8月23日、Summer Slam 2015にてアンダーテイカーと対戦、他のシングル戦の相手と違い、テイカーをジョバー扱いすることは出来ずに激闘となるが、終盤にテイカーにキムラロックを極めたままテイカーにフォールされ、カウント2で肩を上げると同時にテイカーがタップアウトしたため、タイムキーパーがレスナーの勝利と見て試合終了のゴングを鳴らしたが、タップしたテイカーの手はフォールされたレスナーの肩を確認していたレフェリーからは死角となっていたため、レフェリーは試合続行を宣言。レフェリーがタイムキーパーに勝手にゴングを鳴らすなと注意している最中にテイカーがレスナーにローブローを浴びせ、そのままヘルズ・ゲートを極め、レスナーはテイカーに向かって中指を立てるファックサインで怒りを露わにしながらも失神して敗北した。10月25日、Hell in a Cell 2015にてヘル・イン・ア・セル・マッチでテイカーと決着戦を行う。中盤には両者とも出血してレスナーがリングマットを破いて中身が剥き出しになった状態で投げようとするが切り返されてチョークスラムとツームストーン・パイルドライバーを浴びて辛うじてカウント2で返すが敗北寸前になったところで、今度はレスナーがロー・ブローを放ち、最後は3度目のF5を浴びせて勝利して決着を着けた。
2016年1月24日、Royal Rumble 2016のロイヤルランブルマッチ形式であるWWE世界ヘビー級王座戦にて23番手で登場。リングに入って早々占拠していたワイアット・ファミリーのメンバーをスープレックス技で蹴散らすとエリック・ローワンをラリアットでリングから追い出し、続いて24番手で登場したジャック・スワガーへF5を決めてリング外へと投げ捨てる。ルーク・ハーパー、ブラウン・ストローマンと続けて脱落させワイアット・ファミリーを一蹴するが27番手にブレイ・ワイアットが登場すると脱落させたはずのワイアット・ファミリーのメンバーが再びリングへ上がり4人がかりで襲撃されるローワン、ハーパー、ストローマンから抱えられてリング外へと落とされ脱落となった。2月21日、ファストレーン2016にてWWE世界ヘビー級王座への挑戦権を懸けてロマン・レインズとディーン・アンブローズとの三つ巴戦を戦うが、元シールドの親友であるレインズとアンブローズが共闘したことで実況席へのダブル・パワーボムを2度も浴びて撃沈させられるなど1対2のハンデ戦に近い展開となり、アンブローズにスティールチェアーで殴打されてリングから落とされた直後にレインズがアンブローズをフォールしたため、レスナーは敗れずして挑戦権を逃した。翌日のRAWでアンブローズを襲撃して抗争開始。4月3日、Wrestle Mania 32にてディーン・アンブローズとノー・ホールズ・バードマッチで対戦。竹刀、消化器、スティールチェアーを用いて抵抗するアンブローズに対して、竹刀の目の前でへし折るなど武器に頼らず真っ向勝負し、最後に有刺鉄線バットで攻撃を仕掛けてきたところを避けてジャーマン・スープレックスで投げ捨てるとスティールチェアー上にF5を決めて勝利した。

#### 総合格闘技復帰
2016年6月4日、UFC 199の大会中に放映されたUFC 200の告知映像の最後に「Can You See Me Now！？（オレが見えるか！？）」という声とともにレスナーの姿が映し出され、UFC 200への電撃参戦が発表。翌日、ESPNの「SportsCenter」に出演したレスナーは、UFC 200でマーク・ハントと対戦することを発表した。
7月9日、UFC 200でヘビー級ランキング8位のマーク・ハントと対戦し、3-0の判定勝ち。この試合は移住先であるカナダ国籍として出場した。同月15日、米国アンチドーピング機関（USADA）が6月28日に実施していた競技外の抜き打ちドーピング検査で禁止薬物の陽性反応が検出されたことが発表され、UFC 200の試合当日にUSADAが実施したドーピング検査でも2度目の陽性反応が検出されたことが7月19日に発表された。8月3日に陽性反応を示した禁止薬物がクロミフェンとその代謝物である4-ヒドロキシクロミフェンであったことがネバダ州アスレチック・コミッションにより確認され暫定出場停止処分を受けた。
12月15日、試合を管轄したネバダ州アスレチック・コミッションからファイトマネーの10％にあたる25万ドル（約3000万円）の罰金と1年間の出場停止処分を受け、試合の結果もノーコンテストに変更された。2017年1月4日にUSADAから1年間の出場停止処分を受けた。

#### WWE
2017年4月2日、WrestleMania 33にてWWEユニバーサル王座を保持するゴールドバーグに挑戦。10回によるジャーマン・スープレックスから最後はF5を決めて勝利。ベルトを奪取した。
2018年11月2日、Crown Jewelにてブラウン・ストローマンと空位となっているWWEユニバーサル王座を懸けて対戦。試合前にコミッショナーの代役であるバロン・コービンがベルトを掲げるとストローマンを強襲。そのまま試合を開始してF5を連続で決めて勝利。ベルトを奪取した。
2019年5月19日、Money in the Bank 2019でマネー・イン・ザ・バンク・ラダー・マッチが行われる中、終盤にアリがアタッシュケースを掴もうとした瞬間にサプライズで登場。アリをラダーから振り落とすとアタッシュケースを奪取した。7月14日、Extreme Rules 2019でセス・ロリンズ & ベッキー・リンチ vs バロン・コービン & レイシー・エヴァンスの試合後、バックステージから登場。マネー・イン・ザ・バンクの権利を行使してWWEユニバーサル王座を保持するロリンズに挑戦。F5を決めて勝利。王座を戴冠した。8月11日、ロリンズに敗れ王座陥落。10月4日、WWE王座を保持するコフィ・キングストンに挑戦。開始早々にF5を見舞い僅か数秒で王者を沈め王座戴冠を果たした。
2020年1月26日、ロイヤルランブル2020で1番目に登場。13人ものレスラーを脱落させたが16番目に登場したドリュー・マッキンタイアによって落とされた。4月5日、レッスルマニア36にてマッキンタイアとWWE王座の防衛戦を行い敗北。王座から陥落する。
2021年8月21日、サマースラム2021のジョン・シナ vs ロマン・レインズのWWEユニバーサル王座戦の終了後に突然現れ、電撃復帰をする。WWEユニバーサル王座戦に敗れた直後のシナに対しF5を放つ。
10月22日、クラウンジュエル（サウジアラビア）のローマン・レインズとのWWEユニバーサル王座戦でフォール負けした後に他選手やカメラマン、WWEオフィシャルのアダム・ピアースへの暴力事件を起こし、無期限出場停止処分を受けた。29日に罰金100万ドル（日本円で約1億1000万円）という追加処分が科された。11月26日、処分が解除された。
2022年1月1日、Day1で再戦の予定だったが、レインズの新型コロナ感染により急遽WWE王座戦に出場。2020年4月に失ったWWE王座を奪還した。
1月29日、ロイヤルランブルでボビー・ラシュリーに敗れ王座から陥落。直後の男子30人ロイヤルランブル戦に30番目に登場。最後のドリュー・マッキンタイアを落とし優勝した。
2月19日、エリミネーション・チェンバー2022にて、WWE王座をかけた男子エリミネーション・チェンバー・マッチに出場。
ガラスの小部屋からまったく解放されないレスナーは、怒ってガラスを破壊して参戦した。
試合終盤、オースティン・セオリーとの一騎打ちになりセオリーからローブロー、そしてDDTを食らってしまうが３カウントとられず、ガラスの小部屋の上に逃げたセオリーを小部屋の上からF5。その後フォールして勝利しWWE王座に返り咲いた。
4月3日、レッスルマニア38の2日目のメインイベントとして、WWE王座のレスナーはユニバーサル王座のロマン・レインズと統一王座をかけて対戦。
試合終盤にレインズのスピアーがレフェリーにも当たってしまい、レフェリーが負傷。その隙にレインズがローブロー、そしてベルトで殴打からのスピアーを決める。そしてフォールされて敗北。王座から陥落した。
7月30日、サマースラム2022にて、ロマン・レインズの保持する統一王座をかけてラストマン・スタンディング・マッチとして3度目の対戦。トラクターに乗って入場したレスナーはトラクターの上からレインズを急襲して試合開始。試合中盤に、入場で乗ってきたトラクターを使ってリングを破壊。その後、オースティン・セオリーのキャッシュインをF5で阻止するが、ウーソズの介入によってピンチになる。しかし、ウーソズの二人をボコボコにして元マネージャーのポール・ヘイマンにも実況席にF5をする。しかし最後はレインズ、ウーソズの3人に協力をされてレスナーの上にテーブルやパイプイスを置かれて立てない状況になり敗北してしまった。
10月10日、Rawにてボビー・ラシュリーとセス・ロリンズのユナイテッドステイツ王座戦の前に復帰しラシュリーにF5をかました。その後二人の試合がクラウン・ジュエルに組まれた。
11月5日、クラウン・ジュエルにてボビー・ラシュリーと対戦し勝利した。

## 戦績
| 総合格闘技 戦績 | 総合格闘技 戦績 | 総合格闘技 戦績 | 総合格闘技 戦績 | 総合格闘技 戦績 | 総合格闘技 戦績 | 総合格闘技 戦績 |
| --------------- | --------------- | --------------- | --------------- | --------------- | --------------- | --------------- |
| 9 試合          | (T)KO           | 一本            | 判定            | その他          | 引き分け        | 無効試合        |
| 5 勝            | 3               | 1               | 1               | 0               | 0               | 1               |
| 3 敗            | 2               | 1               | 0               | 0               | 0               | 1               |

| 勝敗 | 対戦相手                 | 試合結果                               | 大会名                                                          | 開催年月日     |
| －   | マーク・ハント           | ノーコンテスト（薬物検査失格）         | UFC 200: Tate vs. Nunes                                         | 2016年7月9日   |
| ×    | アリスター・オーフレイム | 1R 2:26 TKO（左ミドルキック→パウンド） | UFC 141: Lesnar vs. Overeem                                     | 2011年12月30日 |
| ×    | ケイン・ヴェラスケス     | 1R 4:12 TKO（パウンド）                | UFC 121: Lesnar vs. Velasquez 【UFC世界ヘビー級タイトルマッチ】 | 2010年10月23日 |
| ○    | シェイン・カーウィン     | 2R 2:19 肩固め                         | UFC 116: Lesnar vs. Carwin 【UFC世界ヘビー級王座統一戦】        | 2010年7月3日   |
| ○    | フランク・ミア           | 2R 1:48 TKO（パウンド）                | UFC 100 【UFC世界ヘビー級王座統一戦】                           | 2009年7月11日  |
| ○    | ランディ・クートゥア     | 2R 3:07 TKO（パウンド）                | UFC 91: Couture vs. Lesnar 【UFC世界ヘビー級タイトルマッチ】    | 2008年11月15日 |
| ○    | ヒース・ヒーリング       | 5分3R終了 判定3-0                      | UFC 87: Seek and Destroy                                        | 2008年8月9日   |
| ×    | フランク・ミア           | 1R 1:30 膝十字固め                     | UFC 81: Breaking Point                                          | 2008年2月2日   |
| ○    | キム・ミンス             | 1R 1:09 ギブアップ（マウントパンチ）   | Dynamite!! USA                                                  | 2007年6月2日   |

## タイトル歴
アマチュアレスリング

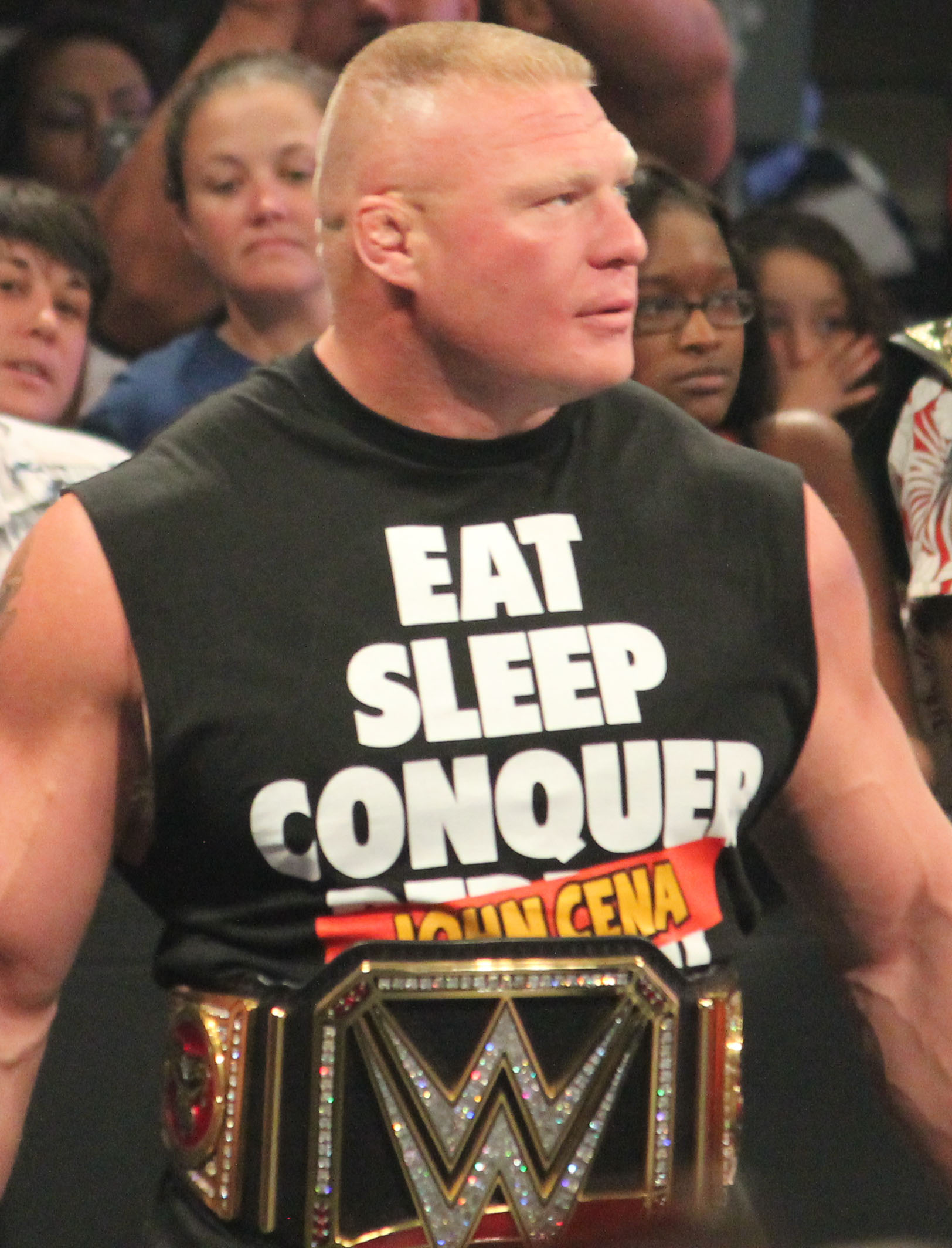
WWE統一王座 / WWE王座 / WWE世界ヘビー級王座

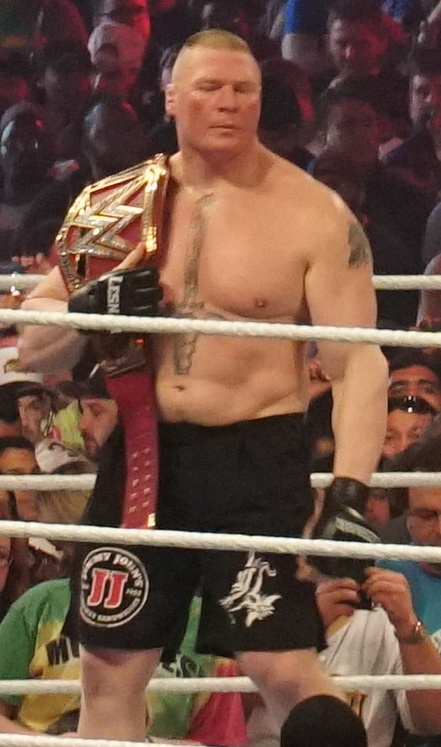
WWEユニバーサル王座

- レスリング NJCAA 王者（1998年）
- レスリング NCAAディビジョン1 王者（2000年）[34]

WWE
- WWEユニバーサル王座 : 3回（第4代、6代、8代）
- WWE統一王座 / WWE王座 / WWE世界ヘビー級王座：7回（第68代、71代、73代、119代、137代、139代）
- キング・オブ・ザ・リング 優勝（2002年）
- ロイヤルランブル 優勝（2003年、2022年）
- Mr.マネー・イン・ザ・バンク 優勝（2019年）

OVW
- OVW南部タッグ王座 : 3回（第34代、36代、38代）（w / シェルトン・ベンジャミン）

新日本プロレス
- IWGPヘビー級王座 : 1回（第44代）

IGF
- IWGPヘビー級王座 : 1回（初代）

UFC
- 第14代UFC世界ヘビー級王座（防衛2度）

## 表彰
- ブラジリアン柔術 青帯
- レスリング NJCAA オールアメリカン（1997年、1998年）
- レスリング NCAAディビジョン1 オールアメリカン（1999年、2000年）
- UFC サブミッション・オブ・ザ・ナイト（1回）
- SHERDOG ビートダウン・オブ・ザ・イヤー（2009年）
- スポーツ・イラストレイテッド ニューカマー・オブ・ザ・イヤー（2008年）

## PPV販売件数
| 開催年月日     | イベント                                                 | 販売件数 | 備考 |
| -------------- | -------------------------------------------------------- | -------- | ---- |
| 2011年12月30日 | UFC 141: ブロック・レスナー vs. アリスター・オーフレイム | 75万件   |      |
| 2010年10月23日 | UFC 121: ブロック・レスナー vs. ケイン・ヴェラスケス     | 105万件  |      |
| 2010年7月3日   | UFC 116: ブロック・レスナー vs. シェイン・カーウィン     | 116万件  |      |
| 2009年11月14日 | UFC 100: ブロック・レスナー vs. フランク・ミア2          | 160万件  |      |
| 2008年11月15日 | UFC 91: ランディ・クートゥア vs. ブロック・レスナー      | 101万件  |      |

## 得意技

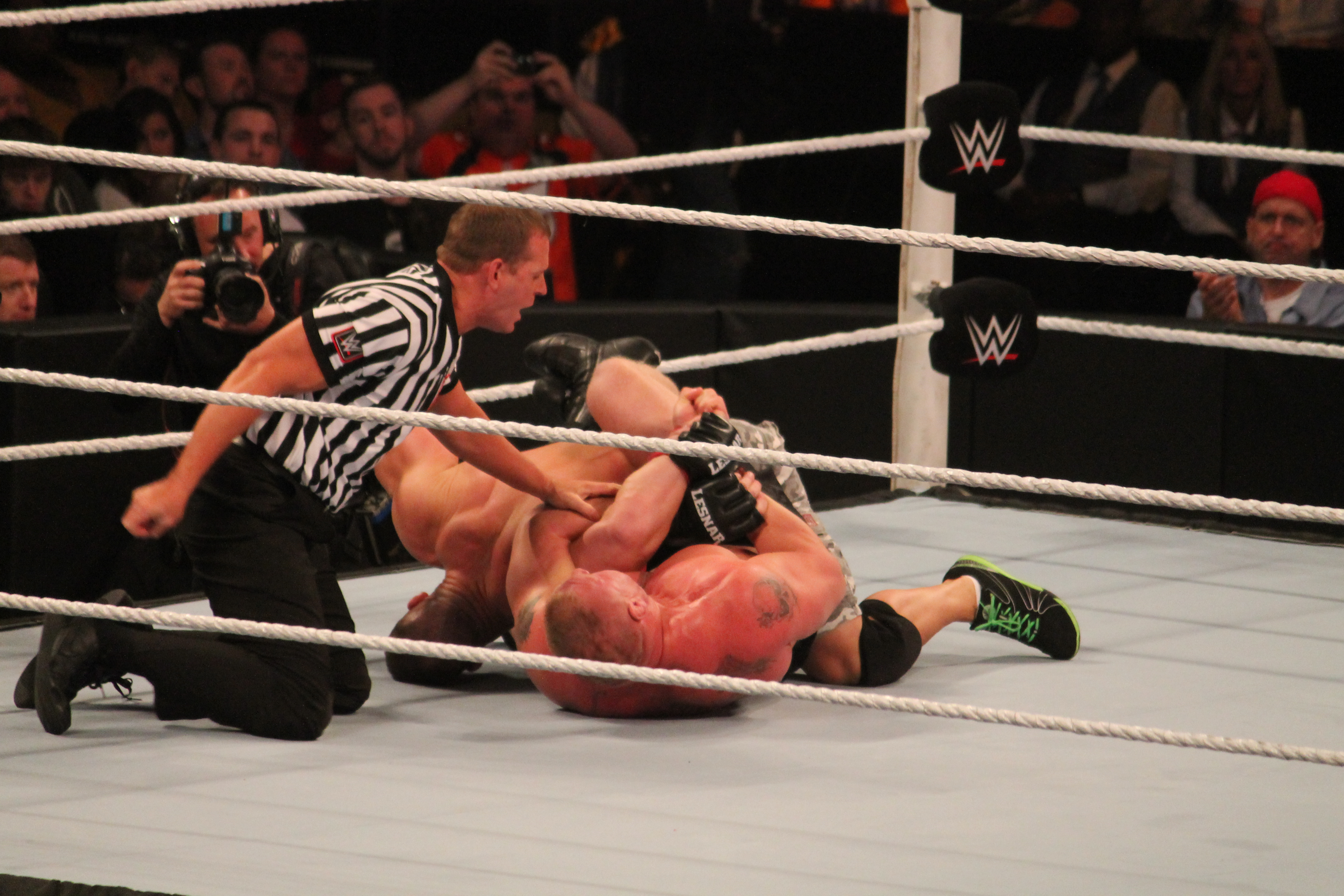
キムラロック

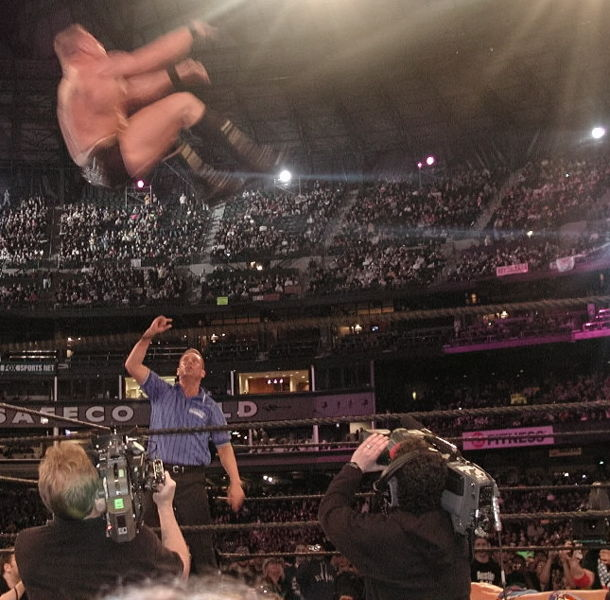
シューテイング・スター・プレス

### フィニッシュ・ホールド

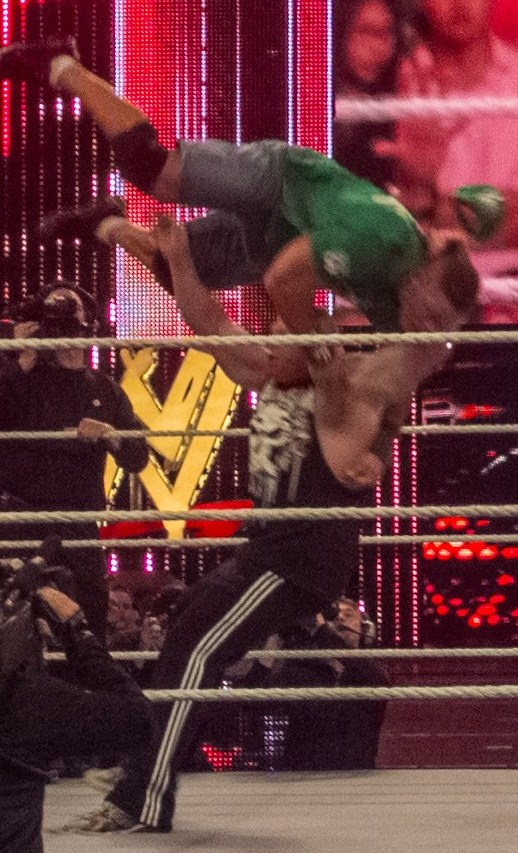
F5
レスナーの代名詞的なフィニッシュ・ホールド。F5という名前はWWEが権利を保持しているため、他団体で使う際はバーディクト名義になる。しかし、来日した直後はまだバーディクトという名前が発表されていなかったため、竜巻式のフェイスバスターと呼ばれていた。
相手をファイヤーマンズキャリーの形で持ち上げ、旋回させつつそのまま相手をうつ伏せの形でマットに落とす技である。相手を落とす際に、自らも倒れ込みながら相手の頭をマットに押し付けるため、フェイスバスターとしてのダメージが大きい。レスナーはかなり大型の選手が相手でもこの技を決めることができる（WWE所属時には225kgもの巨体を誇るビッグ・ショーを相手に決めたこともある）。しかし、ロブ・ヴァン・ダム、エディ・ゲレロ、カート・アングルにスイングDDTで返されたことがある。スイングDDTで返された場合、バーディクトの旋回力が大きい程、レスナーに返るダメージも大きくなる。バーディクトとは「評決」という意味である。2006年3月19日、両国国技館での対曙戦では曙にバーディクトを決めようとしたが、曙の肉体バランスを考慮できずに仕掛けたことから、失敗して腰に重傷を負ってしまった。
前例のない投げ技であったため、ビッグ・ショー、マット・モーガン、TAKEMURA、マッスル坂井他、世界各国でフォロワーが現れた。
キムラロック
2012年にWWE復帰してから使用。
シューティング・スター・プレス
リングで倒れている相手に対し、トップロープから相手に向かって飛びつつバック宙をして相手にボディ・プレスを当てる技である。OVW時代にフィニッシャーにしていた。
Wrestle Mania XIXのメインイベントで使用した際に汗をかいた状態でトップロープを触ってしまったため足が滑って頭から落下。後に使用の封印を宣言。
ブロック・ロック
自ら作り出した関節技であり、マフラーホールドとハーフ・ボストンクラブの複合技。レスナーのWWE退団直前に登場した技であり、結果一度も返されることがないままである。
相手にマフラーホールドで絞り上げてから、相手の上に乗り、ハーフボストンクラブの様に相手の腰、股関節膝関節にダメージを与える。
ベアハッグ
相手の腹回りを絞めることで、呼吸できなくする技。ハルク・ホーガンをこの技で破ったこともある。
連続パワーボム
F5以前の必殺技。高々と相手を持ち上げパワーボムで3回連続でマットに叩きつけその後フォールをするのが定番であった。

### その他の技
ベリー・トゥ・バック
ジョン・シナとの対戦時に10発以上に渡り本技を決めて以降本技を連続で決める場合は「スープレックス・シティ（スープレックスの祭り）」と呼称されるようになった。
串刺し式ショルダー・ブロック
相手をコーナーに追い込み、相手の腹部に目掛けて連続で肩を叩き込む、序盤の定番ムーブ。

## 入場テーマ曲
- Next Big Thing - 現在使用中
- Kingdom Comes
- Enforcer

## キャッチフレーズ
- 「Here comes The Pain」（苦痛を与えるぞ）

第一次WWE時代、レスナーの入場時にスマックダウンの解説者タズが毎回このフレーズを言う。
- 「Eat, Sleep, Conquer, Repeat」（食事、睡眠、征服、その繰り返し）

2014年からのキャッチフレーズ。アンダーテイカーのレッスルマニア連勝記録ストップに挑んだ際にはRepeatの部分をThe Streakに変えて「連勝記録を征服する」としたり、ジョン・シナを16度もスープレックスで投げ飛ばして圧勝した事を振り返る際にはConquerの部分をスープレックスに変えていた。
- 「Suplex City」（スープレックス・シティ）

WrestleMania 31にてロマン・レインズをスープレックスで投げまくって圧倒している際にレスナー自身が試合中に「Suplex City,BITCH!（スープレックス・シティだぜビッチ！）」と発言。中継カメラのマイクがこの発言を拾ったため、このフレーズは瞬く間にTwitterのトレンド・ワードとなった。WWEの字幕放送を行っているJ SPORTSおよび翻訳会社のルミエールでは「スープレックス祭り」と訳していたが、2019年現在では「スープレックス・シティ」とそのまま表記している。

## 人物・エピソード
- 総合格闘技に転向当初はプロレス出身ということもあってファンからブーイングを浴びていた。しかし、レスナー本人は「俺はレスリング出身だし、そもそもプロレスなんてやりたくなかった。本当は大学を卒業した後すぐにMMAに転向したかったが、当時のMMAでは大金を稼げなかったから仕方なくプロレスをやるしかなかった」と語っている。WWEで最も不満なことに地方巡業の過密日程を挙げており、さらに「WWE退団後にはリアルな競技がしたかったからNFLのトライアウトを受けた。合格しなかったけど後悔はしていない。なぜなら挑戦しなかったらもっと後悔していたからだ。大学卒業時にMMAに転向しなかった時のようにね。そんな過去があるから俺はMMAファイターになれた」と語る[35]。
- 2014年のレッスルマニア30にて、ジ・アンダーテイカーのレッスルマニア無敗記録を21でストップさせた。またサマースラム2015で敗れるまではアンダーテイカーとシングルマッチで複数回対戦経験がある選手でアンダーテイカーに勝利を許していない数少ない人物だった（テレビ未放送のダークマッチやハウスショーは除く）。
- これらについて「バックステージでも強大な権力を持つ大御所であるアンダーテイカーがレスナーのWWE入団当初から実力を高く評価しており、テイカーがレスナーに勝つ予定のブックが組まれていてもテイカー自らレスナーに勝利を譲ることを希望したため」だとか、レッスルマニア無敗記録ストップのブックも、「レスナー本人はテイカーを尊敬しているため自分が負ける事を希望していたが、アンダーテイカー自らがレスナーの勝利を望んだために組まれた」などと言われている。また、レスナーが唯一テイカーに敗戦したサマースラム2015の試合も、当初ビンス・マクマホンはテイカーを完勝させるブックを予定していたが、ここでもテイカーはレスナーに勝利を譲る事を希望したため、それが考慮されて疑惑の裁定による決着のブックに変更されている。
- アンダーテイカーのレッスルマニア無敗記録ストップのブックについて、テイカー自身が試合の結末が変更されたのは当日であり、ブロックには不必要な勝利であったと明言している[36]。テイカーが負ける予定であることは絶対機密とされ、ビンス・マクマホン、ステファニー・マクマホン、トリプルH、ポール・ヘイマンという限られた人物にしか知らされず、試合中レフェリーや音響スタッフは全てアドリブで対応しなければならなかった（そのためレスナーが勝利したにも関わらず彼の入場曲は鳴らなかった）。これら事実からの「テイカーが負けを希望した」という話の信憑性は薄い。